# Södra militärområdet

Militärområdes- stabens vapen (1983–1994).

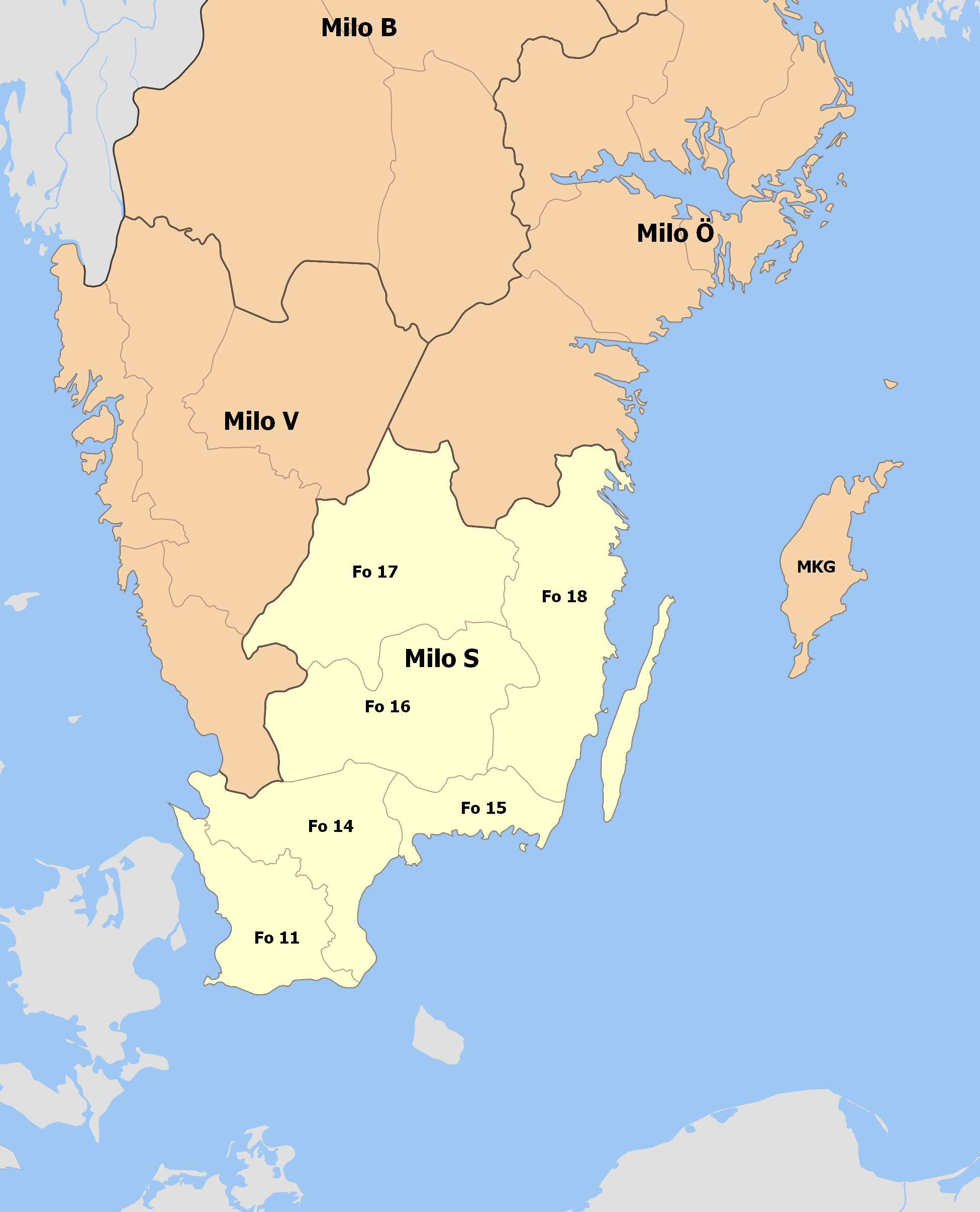
Milo S 1988.

Södra militärområdet (Milo S), ursprungligen I. militärområdet, var ett militärområde inom svenska Försvarsmakten som verkade åren 1942–2000. Förbandsledningen var förlagd i Kristianstads garnison i Kristianstad.

## Historik
Södra militärområdet bildades 1942 under namnet I. militärområdet (första militärområdet) och leddes av en militärbefälhavare, vilken tillfördes ansvaret för den territoriella och den markoperativa uppgiften. År 1966 gjorde en namnändring av militärområdet till Södra militärområdet. Samtidigt tillfördes de operativa uppgifterna från marinkommandochefer och jakteskaderchefer, vilket gjorde att militärbefälhavaren fick ett samlat ansvar för den operativa ledning för samtliga stridskrafter inom militärområdet, samt ansvarade även för den territoriella och den markoperativa uppgiften. År 1993 uppgick Västra militärområdet (Milo V) i Södra militärområdet, som då i praktiken kom att täcka hela Götaland. 
Inför regeringens proposition för budgetåret 1989/1990, föreslogs två alternativ till reducering av militärområdesstaber. I alternativ 4 SV skulle Östra militärområdet sammanslås med Bergslagens militärområde och bilda Mellersta militärområdet, samt att Södra militärområdet skulle sammanslås med Västra militärområdet och bilda Sydvästra militärområdet. Det andra alternativet, alternativ 5(R), innebar att Östra militärområdet sammanslogs med Bergslagens militärområde och bildade Mellersta militärområdet, men där militärbefälhavaren för Västra militärområdet gavs i uppgift att organisera en operativ rörlig ledningsresurs (R). Regeringen förordade alternativ 5(R), vilket innebar att Södra militärområdet kvarstod i sin form.
Inför försvarsbeslutet 1992 föreslog regeringen i sin proposition för riksdagen att Sverige skulle indelas i tre militärområden. Minskningen av antalet militärområden åstadkoms genom att Södra militärområdet och Västra militärområdet, respektive Nedre Norrlands militärområde och Övre Norrlands militärområde sammanslogs. Samtidigt minskades antalet militärbefälhavare till tre, där staberna för de tre militärområdena lokaliserades till Bodens garnison, Kristianstads garnison och Strängnäs garnison. Den nya organisationen inrättades den 1 juli 1993, vilken i praktiken innebar att Västra militärområdet upplöstes och uppgick i Södra militärområdet.
Inför försvarsbeslutet 2000 föreslog regeringen i sin proposition för riksdagen, att den taktiska nivån bör reduceras genom att fördelnings- och försvarsområdesstaber samt marinkommandon och flygkommandon skulle avvecklas. Detta för att utforma ett armétaktiskt, marintaktiskt respektive flygtaktiskt kommando vilka skulle samlokaliseras med operationsledningen. Förslaget innebar att samtliga territoriella staber skulle avvecklas, vilket bland annat innebar att militärområdesstaberna upplöstes den 30 juni 2000. I dess ställe bildades den 1 juli 2000 fyra militärdistrikt, vilka i princip motsvarade geografiskt sett de tidigare militärområdena. Den stora skillnaden var att militärdistrikten var den lägsta nivån där chefen var territoriellt ansvarig. Från den 1 juli 2000 övergick verksamheten vid militärområdesstaben till en avvecklingsorganisation, fram till att avvecklingen skulle vara slutförd senast den 31 december 2001. Avvecklingsorganisationen upplöstes i sin tur den 31 mars 2001, då avvecklingen av staben ansågs slutförd.

## Verksamhet
Militärområdet var en del av det före detta invasionsförsvar hade som ansvar att samla den operativa ledningen av alla stridskrafter inom Milot, samt ansvarade även för den territoriella och den markoperativa uppgiften.

## Försvarsområden
Militärområdet var uppdelat i ett antal försvarsområden, vilka täckte Blekinge län, Kalmar län, Kristianstads län, Kronobergs län, Jönköpings län och Malmöhus län. I samband med OLLI-reformen, vilken pågick åren 1973–1975, uppgick försvarsområdesstaberna inom militärområdet i regel i ett brigadproducerande regemente och bildade ett försvarsområdesregemente.
Den 30 juni 1993 upplöstes och avvecklades Västra militärområdesstaben (Milo V) i Skövde och de ingående försvarsområdena i Västra militärområdet överfördes till Södra militärområdet. Därmed tillkom försvarsområdena i Göteborgs och Bohus län, Hallands län, Skaraborgs län och Älvsborgs län till Södra militärområdet, som med det kom att omfatta och täcka hela Götaland. Genom den länsreform som gjordes åren 1997–1998 sammanslogs ett antal försvarsområden, och bildade den 1 januari 1998 Skåne respektive Västra Götalands försvarsområde. Vidare sammanslogs även försvarsområdena i Småland och bildade Smålands försvarsområde.
| Fo 11 - Fo 11 – Malmö försvarsområde, 1942–1997 (Uppgick 1998 i Fo 14) Fo 12 - Fo 12 – Ystads försvarsområde, 1942–1947 (Uppgick 1947 i Fo 11) Fo 13 - Fo 13 – Helsingborgs försvarsområde, 1942–1947 (Uppgick 1947 i Fo 11) Fo 14 - Fo 14 – Kristianstads försvarsområde, 1942–1997 - Fo 14 – Skånes försvarsområde 1998–2000 Fo 15 - Fo 15 – Blekinge försvarsområde, 1942–1947 - Fo 15 – Karlskrona försvarsområde, 1947–1990 - MKS – Sydkustens marinkommando, 1990–2000 | Fo 16 - Fo 16 – Växjö försvarsområde, 1942–1974 - Fo 16 – Kronobergs försvarsområde, 1974–1997 (Uppgick 1998 i Fo 17) Fo 17 - Fo 17 – Jönköpings försvarsområde, 1942–1974 - Fo 17 – Jönköpings försvarsområde, 1974–1997 - Fo 17 – Smålands försvarsområde, 1998–2000 Fo 18 - Fo 18 – Kalmar försvarsområde, 1942–1974 (Uppgick 1974 i Fo 16) - Fo 18 – Kalmar försvarsområde, 1974–1994 (Avskildes 1994 från Fo 16) - Fo 18 – Kalmar försvarsområde, 1994–1997 (Uppgick 1998 i Fo 17) |

### Tillkomna försvarsområden 1993
| Fo 31 - Fo 31 – Halmstads försvarsområde, 1942–1958 - Fo 31 – Hallands försvarsområde, 1958–2000 Fo 32 - Fo 32 – Göteborgs försvarsområde, 1942–1958 - Fo 32 – Göteborgs och Bohus försvarsområde, 1958–1981 - Fo 32 – Västra Götalands försvarsområde, 1981–2000 | Fo 34 - Fo 34 – Uddevalla försvarsområde, 1942–1958 - Fo 34 – Älvsborgs försvarsområde, 1958–1997 (Uppgick 1998 i Fo 32) Fo 35 - Fo 35 – Skövde försvarsområde, 1942–1974 - Fo 35 – Skaraborgs försvarsområde, 1974–1997 (Uppgick 1998 i Fo 32) |

## Organisation 1945
- I. militärbefälsstaben, Kristianstad.[7]
- A 3 – Wendes artilleriregemente, Kristianstad.
- A 6 – Smålands artilleriregemente, Jönköping.
- I 6 – Norra skånska infanteriregementet, Kristianstad.
- I 7 – Södra skånska infanteriregementet, Ystad.
- I 11 – Kronobergs regemente, Växjö.
- I 12 – Jönköpings-Kalmar regemente, Eksjö.
- Ing 2 – Göta ingenjörkår, Eksjö.
- Lv 4 – Skånska luftvärnskåren, Malmö.
- P 2 – Skånska pansarregementet, Hässleholm.
- S 1 K – Signalregementets kompani i Kristianstad, Kristianstad.
- T 4 – Skånska trängkåren, Hässleholm.

## Organisation 1955
- I. militärbefälsstaben, Kristianstad.[8]
- A 3 – Wendes artilleriregemente, Kristianstad.
- A 6 – Smålands artilleriregemente, Jönköping.
- I 6 – Norra skånska infanteriregementet, Kristianstad.
- I 7 – Södra skånska infanteriregementet, Ystad.
- I 11 – Kronobergs regemente, Växjö.
- I 12 – Norra Smålands regemente, Eksjö.
- Ing 2 – Göta ingenjörkår, Eksjö.
- IB 11 – Kronobergsbrigaden, Växjö.
- IB 12 – Jönköpingsbrigaden, Eksjö.
- IB 26 – Kristianstadsbrigaden, Kristianstad.
- IB 37 – Skånebrigaden, Kristianstad.
- IB 42 – Kalmarbrigaden, Eksjö.
- IB 47 – Blekingebrigaden, Växjö.
- Lv 4 – Skånska luftvärnskåren, Malmö.
- P 2 – Skånska pansarregementet, Hässleholm.
- PB 7 – Malmöbrigaden, Ystad.
- PB 8 – Göingebrigaden, Hässleholm.
- T 4 – Skånska trängregementet, Hässleholm.

## Organisation 1964
- I. militärbefälsstaben, Kristianstad.[9]
- A 3 – Wendes artilleriregemente, Kristianstad
- A 6 – Smålands artilleriregemente, Jönköping.
- I 11 – Kronobergs regemente, Växjö.
- I 12 – Norra Smålands regemente, Eksjö.
- Ing 2 – Göta ingenjörregemente, Eksjö.
- Lv 4 – Skånska luftvärnsregementet, Malmö.
- P 2 – Skånska dragonregementet, Hässleholm.
- P 6 – Norra skånska regementet, Kristianstad
- P 7 – Södra skånska regementet, Ystad
- T 4 – Skånska trängregementet, Hässleholm.

## Organisation 1971
- Milo S – Södra militärområdesstaben, Kristianstad.
- A 3 – Wendes artilleriregemente, Kristianstad.
- A 6 – Smålands artilleriregemente, Jönköping.
- BK – Blekinge kustartilleriförsvar, Karlskrona.
- BoMö – Malmö marina bevakningsområde, Malmö.
- F 5 – Krigsflygskolan, Ljungbyhed.
- F 10 – Skånska flygflottiljen, Ängelholm.
- F 12 – Kalmar flygflottilj, Kalmar.
- F 17 – Blekinge flygflottilj, Kallinge.
- I 11 – Kronobergs regemente, Växjö.
- I 12 – Norra Smålands regemente, Eksjö.
- IB 11 – Kronobergsbrigaden, Växjö. (Underställd chefen I 11)
- IB 12 – Jönköpingsbrigaden, Eksjö. (Underställd chefen I 12)
- IB 41 – Blekingebrigaden, Växjö. (Underställd chefen I 11)
- IB 42 – Kalmarbrigaden, Eksjö. (Underställd chefen I 12)
- Ing 2 – Göta ingenjörregemente, Eksjö.
- KA 2 – Karlskrona kustartilleriregemente, Karlskrona.
- P 2 – Skånska dragonregementet, Hässleholm.
- P 6 – Norra skånska regementet, Kristianstad.
- P 7 – Södra skånska regementet, Ystad.
- PB 7 – Malmöbrigaden, Lund/Revingehed. (Underställd chefen P 7)
- PB 8 – Göingebrigaden, Hässleholm. (Underställd chefen P 2)
- PB 26 – Kristianstadsbrigaden, Kristianstad. (Underställd chefen P 6)
- T 4 – Skånska trängregementet, Hässleholm.
- Lv 4 – Skånska luftvärnsregementet, Malmö.
- ÖrlB S – Sydkustens örlogsbas, Karlskrona.

## Organisation 1987
- Milo S – Södra militärområdesstaben, Kristianstad.
- 13. hkpdiv – 13. helikopterdivisionen, Ronneby.
- A 3 – Wendes artilleriregemente, Kristianstad.
- BK – Blekinge kustartilleriförsvar, Karlskrona.
- BoMö – Malmö marina bevakningsområde, Malmö.
- F 5 – Krigsflygskolan, Ljungbyhed.
- F 10 – Skånska flygflottiljen, Ängelholm.
- F 17 – Blekinge flygflottilj, Kallinge.
- I 11/Fo 16 – Kronobergs Regemente, Växjö.
- I 12/Fo 17 – Norra Smålands Regemente, Eksjö.
- IB 11 – Kronobergsbrigaden, Växjö. (Underställd chefen I 11)
- IB 12 – Jönköpingsbrigaden, Eksjö. (Underställd chefen I 12)
- IB 41 – Blekingebrigaden, Växjö. (Underställd chefen I 11)
- IB 42 – Kalmarbrigaden, Eksjö. (Underställd chefen I 12)
- Ing 2 – Göta ingenjörregemente, Eksjö.
- KA 2 – Karlskrona kustartilleriregemente, Karlskrona.
- Lv 4 – Skånska luftvärnsregementet, Ystad.
- P 2 – Skånska dragonregementet, Hässleholm.
- P 6/Fo 14 – Norra skånska regementet, Kristianstad.
- P 7/Fo 11 – Södra skånska regementet, Ystad.
- PB 7 – Malmöbrigaden, Lund/Revingehed. (Underställd chefen P 7)
- PB 8 – Göingebrigaden, Hässleholm. (Underställd chefen P 2)
- PB 26 – Kristianstadsbrigaden, Kristianstad. (Underställd chefen P 6)
- T 4 – Skånska trängregementet, Hässleholm.
- ÖrlB S – Sydkustens örlogsbas, Karlskrona.

## Organisation 1994
Den 1 juli 1993 uppgick Västra militärområdet i Södra militärområdet. Och efter att Försvarsmaktens nya grundorganisation trädde i kraft den 1 juli 1994, såg Södra militärområdet (Milo S) ut enligt följande.

### Kaderorganiserade krigsförband
- Milo S – Södra militärområdesstaben, Kristianstad.
- 3. förd – Västra arméfördelningen, Skövde.
- 13. förd – Södra arméfördelningen, Kristianstad.
- 3. yaflj – Tredje ytattackflottiljen, Karlskrona.
- 12. hkpdiv – 12. helikopterdivisionen, Göteborg.
- 13. hkpdiv – 13. helikopterdivisionen, Ronneby.
- A 3 – Wendes artilleriregemente, Hässleholm.
- BoMö – Malmö marina bevakningsområde, Malmö.
- E 1 – Attackeskadern, Göteborg.
- FKS – Södra flygkommandot, Ängelholm.
- Fo 18 – Kalmar regemente, Kalmar.
- GMB – Göteborgs marinbrigad med Älvsborgs kustartilleriregemente, Göteborg.
- I 11/Fo 16 – Kronobergs Regemente, Växjö.
- I 12/Fo 17 – Norra Smålands Regemente, Eksjö.
- I 15/Fo 34 – Älvsborgs regemente, Borås.
- I 16/Fo 31 – Hallands regemente, Halmstad.
- IB 12 – Smålandsbrigaden, Eksjö.
- IB 15 – Älvsborgsbrigaden, Borås.
- IB 16 – Hallandsbrigaden, Halmstad.
- KAB 4 – Karlskrona kustartilleriregemente, Karlskrona.
- MekB 7 – Södra skånska brigaden, Revingehed.
- MKS – Sydkustens marinkommando, Karlskrona.
- MKV – Västkustens marinkommando, Göteborg.
- MKuhbat S – Södra marinkommandounderhållsbataljonen, Göteborg.
- P 2/Fo 14 – Norra skånska dragonregementet, Hässleholm.
- P 4/Fo 35 – Skaraborgs regemente, Skövde.
- P 7/Fo 11 – Södra skånska regementet, Ystad.
- PB 8 – Skånska dragonbrigaden, Hässleholm.
- PB 9 – Skaraborgsbrigaden, Skövde.
- Uhreg S – Södra underhållsregementet, Kristianstad.

### Utbildningsförband
- F 5 – Krigsflygskolan, Ljungbyhed.
- F 7 – Skaraborgs flygflottilj, Lidköping/Såtenäs.
- F 10 – Skånska flygflottiljen, Ängelholm.
- F 17 – Blekinge flygflottilj, Ronneby/Kallinge.
- Ing 2 – Göta ingenjörkår, Eksjö.
- S 2 – Göta signalkår, Karlsborg. (Underställd chefen K 3)
- K 3 – Livregementets husarer, Karlsborg.
- Lv 4 – Skånska luftvärnskår, Ystad.
- Lv 6 – Göta luftvärnskår, Halmstad.
- T 2 – Göta trängkår, Skövde.

### Skolor och Centra
- F 14 – Flygvapnets Halmstadsskolor, Halmstad.
- FarbC – Arméns fältarbetscentrum, Eksjö.
- KÖS – Karlskrona örlogsskolor, Karlskrona.
- MOHS – Marinens officershögskola, Karlskrona.
- PaC – Arméns pansarcentrum, Skövde.
- UhC – Arméns underhållscentrum, Skövde.
- UndS – Arméns underrättelseskola, Karlsborg.

## Organisation 1998
Den 1 januari och den 1 juli 1998 trädde den nya grundorganisation efter försvarsbeslutet 1996 i kraft, och den 1 januari 1999 för skolförbanden. Försvarsbeslutet innebar bland annat att truppslagscentrumen avvecklades samt att ett antal försvarsområdesstaber avvecklades.

### Kaderorganiserade krigsförband
- Milostab S – Södra militärområdesstaben, Kristianstad.
- 3. yaflj – Tredje ytattackflottiljen, Karlskrona.
- 13. förd – Södra arméfördelningen, Kristianstad.
- A 3 – Wendes artilleriregemente, Hässleholm.
- FKS – Södra flygkommandot, Ängelholm.
- KA 2 – Karlskrona kustartilleriregemente, Karlskrona.
- KA 4 – Älvsborgs kustartilleriregemente, Göteborg.
- GMB – Göteborgs marinbrigad, Göteborg.
- I 12/Fo 17 – Smålands regemente, Eksjö.
- I 16/Fo 31 – Hallands regemente, Halmstad.
- IB 12 – Smålandsbrigaden, Eksjö.
- IB 16 – Hallandsbrigaden, Halmstad.
- KAB 4 – Fjärde kustartilleribrigaden, Karlskrona.
- MekB 8 – Skånska dragonbrigaden, Hässleholm.
- MekB 7 – Södra skånska brigaden, Revingehed
- MekB 9 – Skaraborgsbrigaden, Skövde.
- MKS/Fo 15 – Sydkustens marinkommando, Karlskrona.
- MKV/Fo 32 – Västkustens marinkommando, Göteborg.
- P 2/Fo 14 – Norra skånska dragonregementet, Hässleholm.
- Uhreg S – Södra underhållsregementet, Kristianstad.
- MDÖ – Öresunds marindistrikt, Malmö. (Underställd chefen MKV)

### Utbildningsförband
- 3. hkpbat – Göta helikopterbataljon, Ronneby/Kallinge.
- F 7 – Skaraborgs flygflottilj, Lidköping/Såtenäs.
- F 10 – Skånska flygflottiljen, Ängelholm.
- F 17 – Blekinge flygflottilj, Ronneby/Kallinge.
- Ing 2 – Göta ingenjörkår, Eksjö.
- K 3 – Livregementets husarer, Karlsborg.
- Lv 6 – Göta luftvärnskår, Halmstad.
- T 2 – Göta trängkår, Skövde.

### Skolor och Centra
- FJS – Fallskärmsjägarkåren, Karlsborg (Underställd chefen K 3)
- FarbS – Fältarbetsskolan, Eksjö (Underställd chefen SWEDEC)
- F 14 – Försvarsmaktens Halmstadsskolor, Halmstad
- KÖS – Karlskrona örlogsskolor, Karlskrona
- MOHS – Marinens officershögskola, Karlskrona
- MSS – Markstridsskolan, Skövde. (Även i Borensberg och Boden)
- MHS – Militärhögskolan Halmstad, Halmstad.
- SWEDEC – Totalförsvarets ammunitions och minröjningscentrum, Eksjö.

## Förläggningar och övningsplatser
När staben bildades 1942, förlades den till Kronohuset på Östra Storgatan 22 i Kristianstad. Från den 1 oktober 1966 förlades staben till ett nyuppfört kontorskomplex på Kockumsgatan 6 i Kristianstad. Från 1994 var militärområdesstaben samlokaliserad med Södra Underhållsregementet. Försvarsmakten lämnade fastigheten den 30 september 2002.

## Heraldik och traditioner
År 1994 antog militärområdesstaben nytt heraldiskt vapen med blasoneringen "I blått fält tre av vågskuror bildade ginbalkar av silver, överlagda med ett med öppen krona krönt lejon av guld med röd beväring. Skölden lagd över ett stolpvis ställt svärd av guld. Krona:Kunglig". Vapnet övertogs den 1 juli 2000 av Södra militärdistriktsstaben. Samma år, 1994, antogs "På marsch" (Rydberg) som förbandsmarsch. Marschen ärvdes från Norra skånska regementet, och kom åren 2000–2005 användas av Södra militärdistriktet.
År 2000 instiftades Södra militärområdesstabens minnesmedalj i silver (MiloSMSM). I samband med att militärområdesstaben upplöstes, restes en minnessten i grå granit vid Kockumsgatan mellan Kanalgatan och Vattentornsvägen.

## Förbandschefer

### Militärbefälhavare

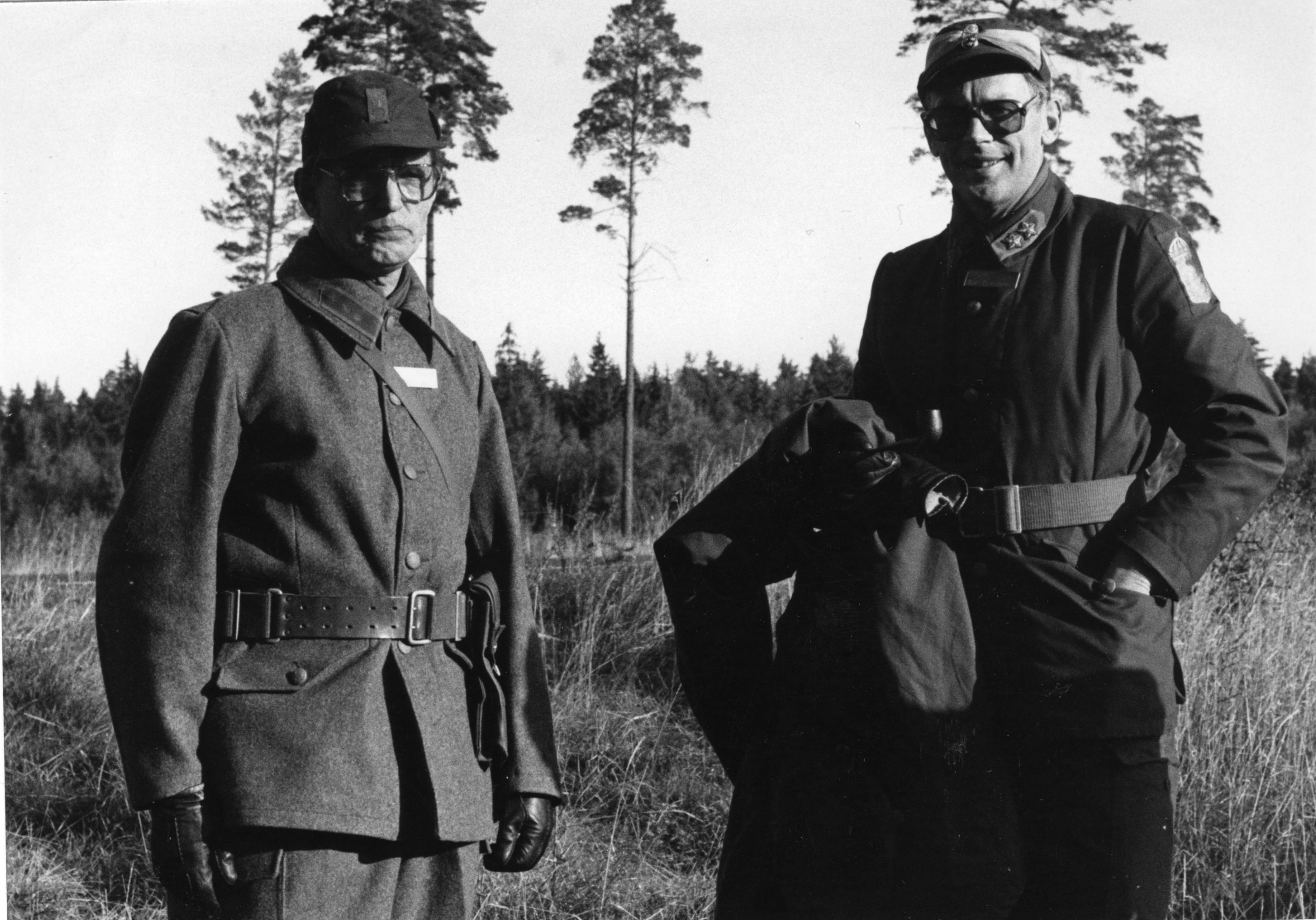
Chefen för Milo S (höger) och överste Lars Carlson.

- 1942–1947: Generalmajor Ernst af Klercker
- 1947–1947: Generalmajor Carl August Ehrensvärd
- 1948–1953: Generalmajor Samuel Lars Åkerhielm
- 1953–1961: Generalmajor Viking Tamm
- 1961–1963: Generalmajor Curt Göransson
- 1963–1966: Generalmajor Tage Olihn
- 1966–1968: Generallöjtnant Stig Norén
- 1968–1972: Viceamiral Oscar Krokstedt
- 1972–1980: Generallöjtnant Karl Eric Holm
- 1980–1982: Generallöjtnant Sven-Olof Olson
- 1982–1984: Viceamiral Bengt Schuback
- 1984–1988: Generallöjtnant Carl Björeman
- 1988–1992: Generallöjtnant Gustaf Welin
- 1992–1994: Generallöjtnant Owe Wiktorin
- 1994–1998: Generallöjtnant Sven-Åke Jansson
- 1998–2000: Generallöjtnant Kent Harrskog

### Ställföreträdande militärbefälhavare
- 1942–1943: Generalmajor Hugo Gadd
- 1943–1946: Överste Sven Colliander
- 1946–1948: Överste Viking Tamm
- 1948–1953: Överste Sven Erhard Öberg
- 1953–1954: Överste Karl Ångström
- 1955–1962: Överstelöjtnant Miles Flach
- 1963–1966: Överste Stig Löfgren
- 1966–1973: Generalmajor Sigmund Ahnfelt

### Milostabschefer

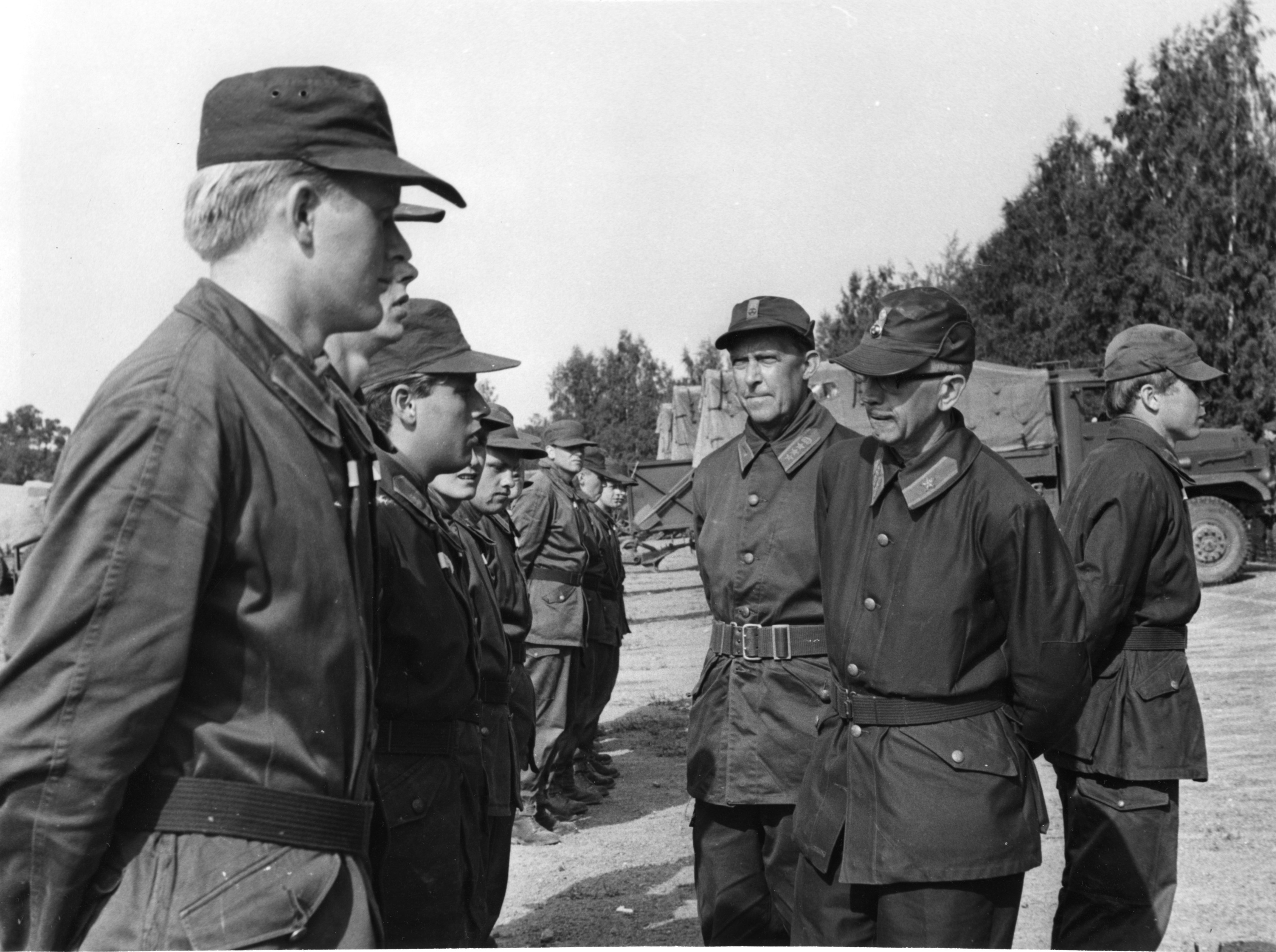
Stabschefen, generalmajor Sigmund Ahnfelt (andra från höger) tillsammans med regementschefen överste Sten-Olle Tegmo inspekterar A 6 år 1968.

- 1942–1945: Överstelöjtnant Miles Flach
- 1945–1949: Överstelöjtnant James Axel John Maule
- 1949–1951: Överstelöjtnant Wilhelm Reuterswärd
- 1951–1954: Överstelöjtnant Fred Ljunggren
- 1954–1957: Överstelöjtnant Carl-Gustaf Henrik Gideon Linnell
- 1957–1959: Major Ove Ljung
- 1959–1966: Överstelöjtnant Valter Thomé
- 1966–1966: Överstelöjtnant Kjell Nordström
- 1966–1973: Generalmajor Sigmund Ahnfelt
- 1973–1978: Konteramiral Rolf Rheborg
- 1978–1979: Konteramiral Bror Stefenson
- 1980–1984: Generalmajor Carl Björeman
- 1984–1988: Konteramiral Göran Wallén
- 1988–1991: Konteramiral Peter Nordbeck
- 1991–1993: Överste 1. graden Hans Arne Hansson
- 1993–1994: Generalmajor Bertel Österdahl
- 1994–1999: Generalmajor Ulf Rubarth
- 1999–2000: Överste 1. graden Mats Welff

## Namn, beteckning och förläggningsort
| I. militärområdet       | 1942-10-01 | – | 1966-09-30 |
| Södra militärområdet    | 1966-10-01 | – | 2000-06-30 |
| Avvecklingsorganisation | 2000-07-01 | – | 2001-03-31 |

| I. Milo | 1942-10-01 | – | 1966-09-30 |
| Milo S  | 1966-10-01 | – | 2000-06-30 |

| Kristianstads garnison (F) | 1942-07-06 | – | 2001-03-31 |

## Galleri

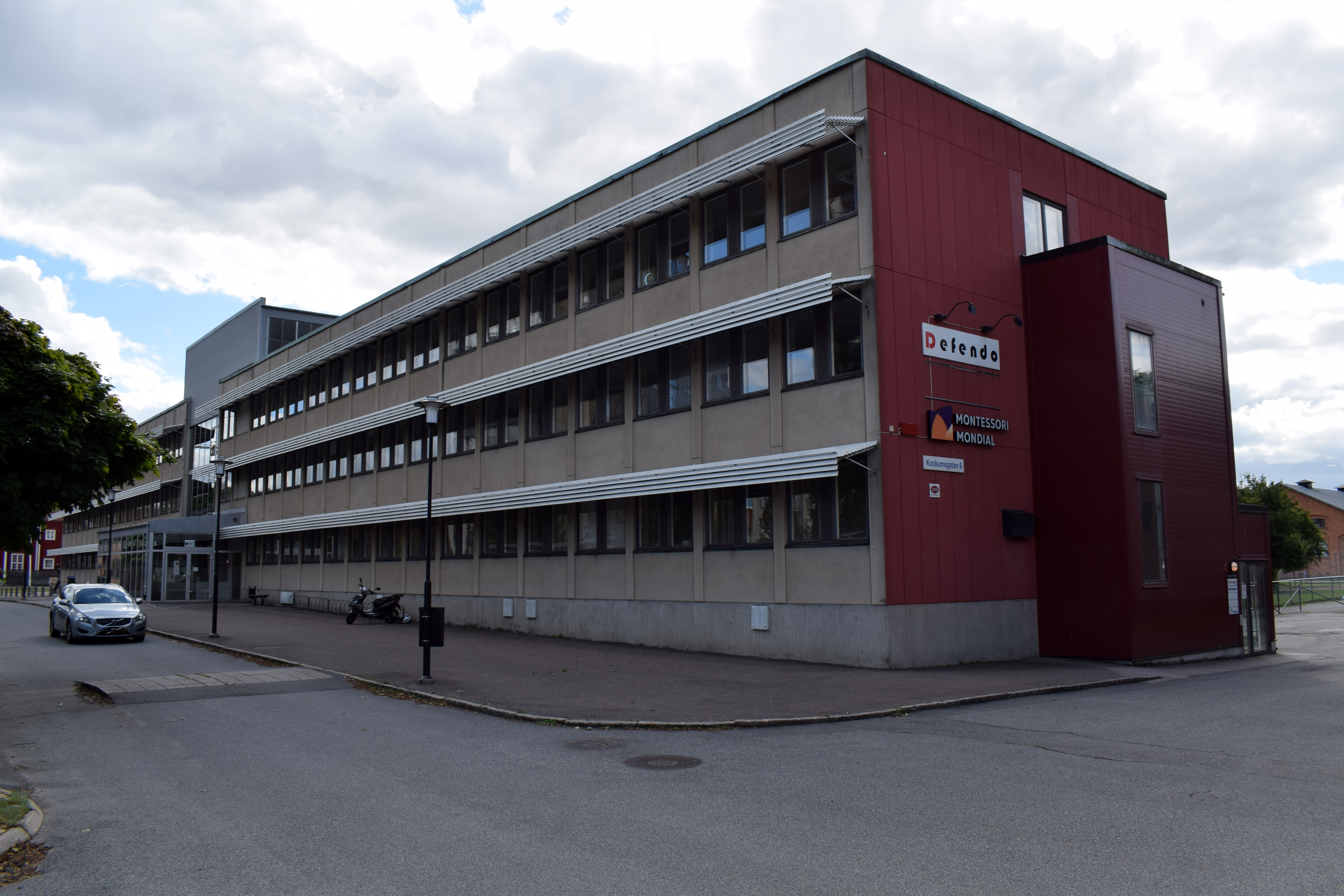
Södra militärområdesstaben och Södra arméfördelningsstabens stabsbyggnad
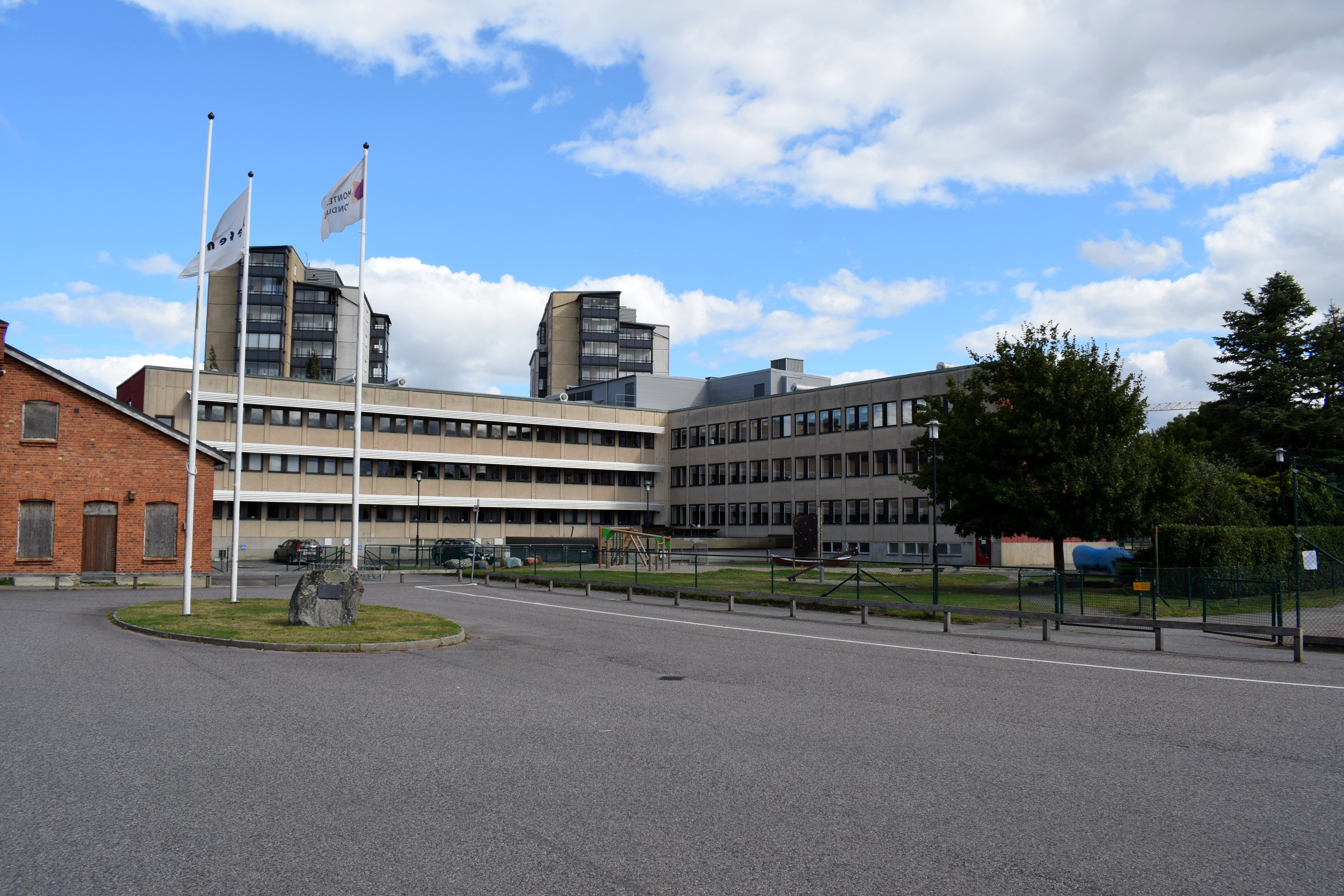
Södra militärområdesstaben och Södra arméfördelningsstabens stabsbyggnad
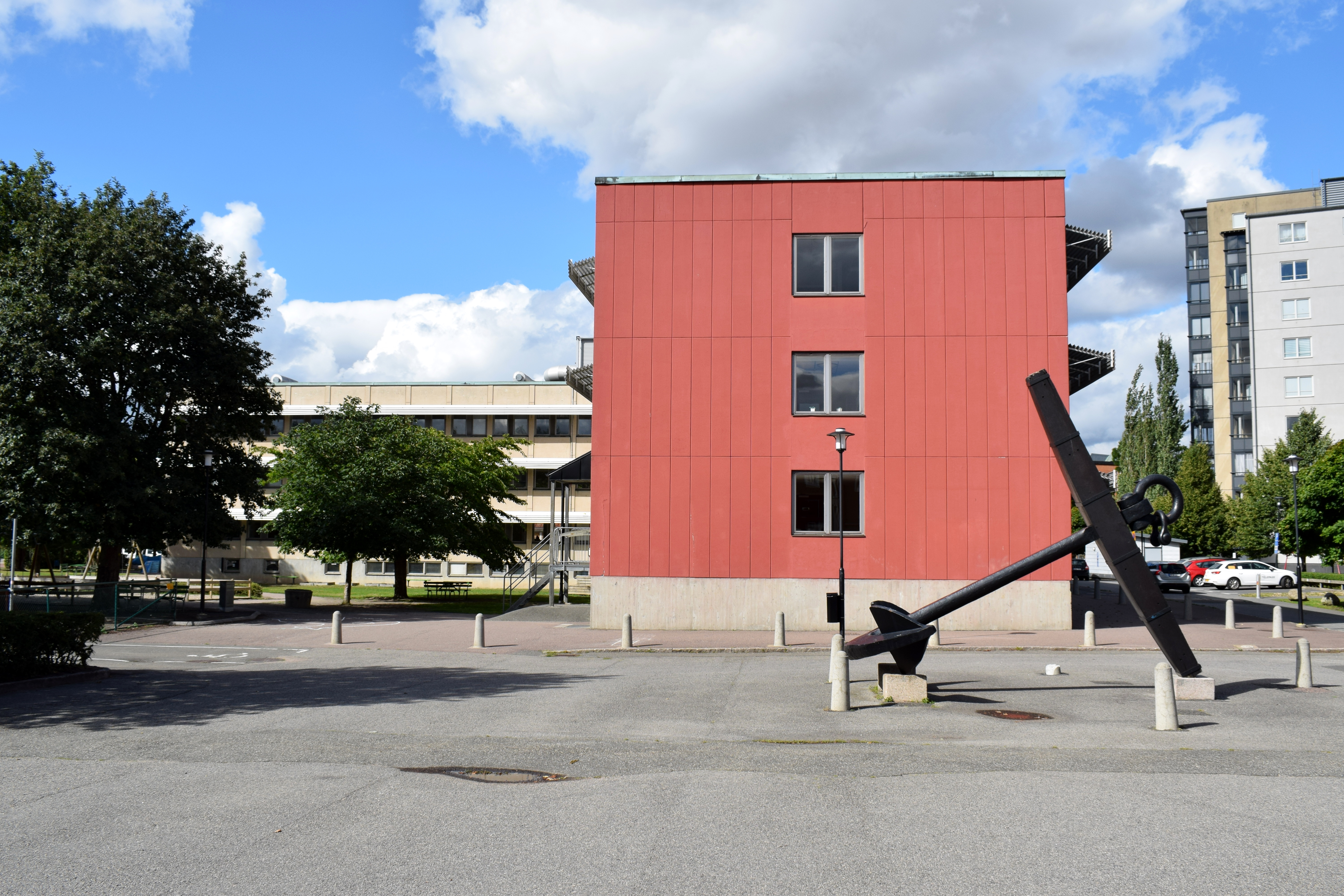
Södra militärområdesstaben och Södra arméfördelningsstabens stabsbyggnad
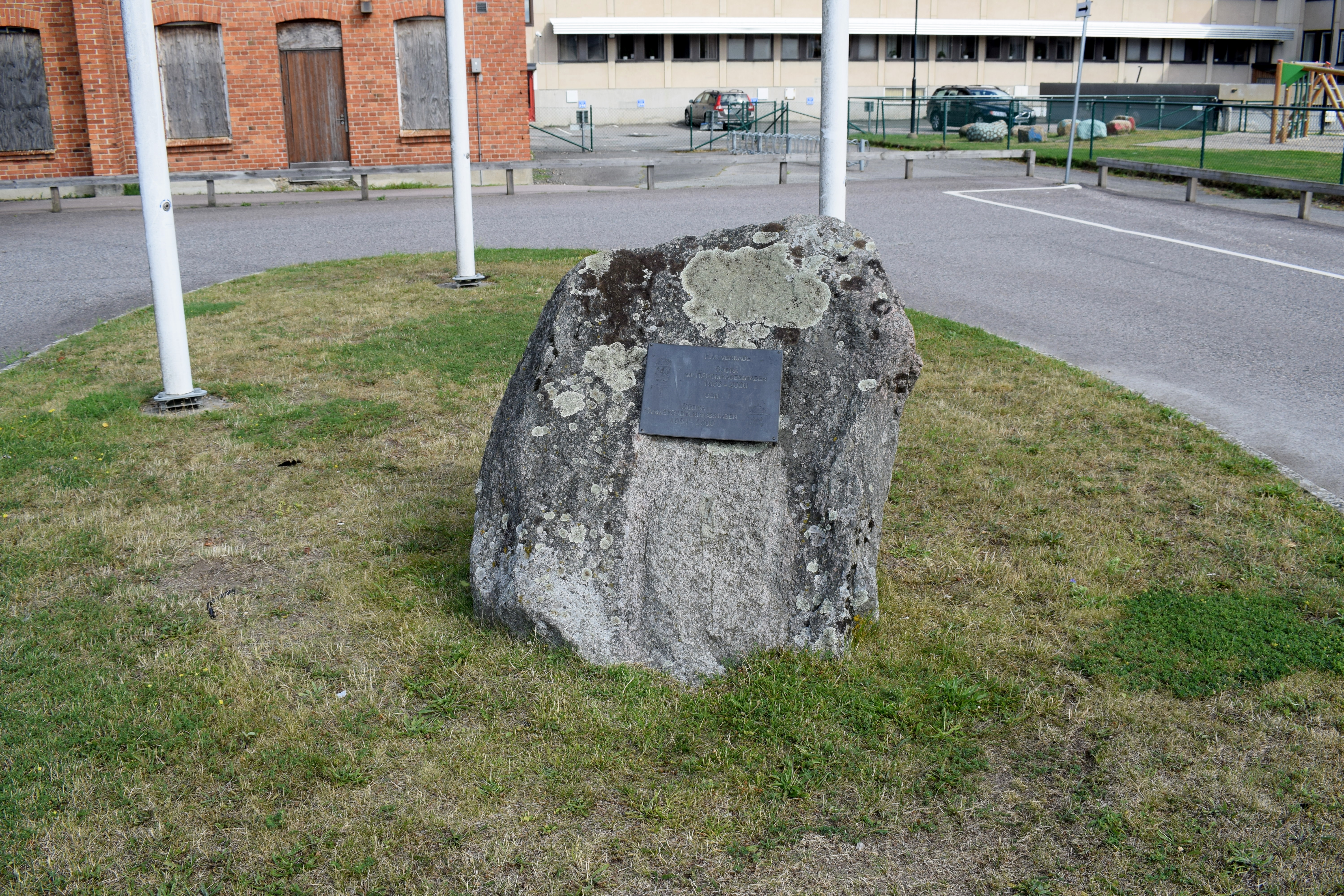
Minnessten, av grå granit rest år 2000, över Södra militärområdesstaben och Södra arméfördelningsstaben.